# Marcus Bobjerg
Marcus Bobjerg Jakobsen (født 26. januar 1998) er en dansk fodboldspiller, der spiller som målmand i den danske klub AB Gladsaxe.

## Klubkarriere
Bobjerg startede sin karriere i klubben Hatting Torsted Fodbold.

### AC Horsens
Han skrev den 10. juni 2015 under på en toårig kontrakt, der løb frem til 30. juni 2017. Han spillede for U/19-holdet i U/19 Divisionen 2017-18 herefter. Han forlængede i december 2016 sin kontrakt frem til sommeren 2018.
Marcus Bobjerg debuterede for AC Horsens den 18. august 2017 i 6. spillerunde af Superligaen 2017-18, da han startede inde, da Jesse Joronen kort før kampstart konkluderede, at han ikke kunne spille. Han havde i de foregående fem runder siddet på bænken som reserve. Han holdt målet rent, idet kampen mod AaB endte 0-0, og fansene kårede ham da som kampens spiller.
Han vesklede i løbet af sæsonen mellem at være tredjekeeper efter Joronen og Frederik Nørgaard og reservekeeper efter Joronen. Joronen var dog knæskadet i starten af april 2018, hvorfor han stod kampen mod Brøndby IF i 28. spillerunde, som AC Horsens tabte 5-1 ude. Målet til 2-0 kritiserede han sig selv for. Han spillede ikke kampene i runde 29 og 30, men igen i runde 32 den 21. april stod han på mål i en kamp mod FC København, som AC Horsens tabte 4-1 ude. Han spillede ligeledes de resterende fem slutspilskampe.

### Skive IK
Det blev den 29. maj 2018 offentliggjort, at 2. divisionsklubben Skive IK havde hentet Bojerg på en etårig aftale.